# Ковідфул
Вакцина проти COVID-19 Китайської академії медичних наук, також IMBCAMS, торгова назва Ковідфул (спрощ.: 科维福; ютпхін: Kēwéifú) — кандидат на інактивовану вакцину проти COVID-19, який розроблений Інститутом медичної біології Китайської академії медичних наук.

## Клінічні дослідження
У травні 2020 року розпочалось клінічне дослідження вакцини «Ковідфул» I—II фази за участю 942 добровольців у Китаї.
У січні 2021 року розпочалось клінічне дослідження вакцини III фази за участю 34020 добровольців у Бразилії та Малайзії.

## Схвалення
9 червня 2021 року вакцина «Ковідфул» отримала екстрене схвалення в Китаї.